# L'Énigme Alexandrie
L'Énigme Alexandrie (The Alexandria Link) est un roman policier américain de Steve Berry, paru en 2007 aux États-Unis.
Il a été traduit en français en 2008.

## Résumé
L'ex-agent Cotton Malone a repris son travail dans sa librairie de Copenhague lorsqu'il reçoit la visite de son ex-femme Pam qui lui annonce que leur fils Gary a été enlevé. Un coup de téléphone lui apprend qu'il a 72 heures pour rendre le « lien d'Alexandrie » aux ravisseurs, sinon Gary sera exécuté. L'incendie de sa librairie par une bombe lancée de la rue lui prouve que les ravisseurs sont sérieux. Une petite enquête lui démontre également qu'ils appartiennent à l'Ordre de la Toison d'Or, un ordre secret qui veut retrouver la Bibliothèque d'Alexandrie afin de prouver que l'Ancien Testament est un livre mal traduit par les scribes de l'époque et que la Bible d'origine démontre que la terre promise à Abraham est en fait située en Arabie saoudite. Le lien d'Alexandrie est un homme nommé George Haddad qui semble capable de prouver cette affirmation.
Cotton Malone parvient à libérer son fils Gary, mais il est témoin, à Londres, du meurtre de George Haddad, tué, semble-t-il, par des agents israéliens sur la piste du lien d'Alexandrie depuis longtemps. Israël ne veut pas que la vérité sur la terre des Juifs ne soit dévoilée. Les Israéliens, les Saoudiens et même des membres du gouvernement américain sont mêlés à cette histoire.
Aidé de sa femme Pam et d'un mystérieux agent secret nommé James McCollum, Cotton Malone se met alors à la recherche de la Bibliothèque d'Alexandrie. Ses pérégrinations l'amènent en Angleterre, au Portugal et dans la péninsule du Sinaï.

## Personnages
- Cotton Malone : a travaillé pour le ministère de la Justice américain avant de prendre sa retraite et de devenir propriétaire d'une librairie à Copenhague. Est séparé de sa femme et a un fils, Gary.

- Pam Malone : femme de Cotton Malone. avocate pour de grosses entreprises privées.

- James McCollum : se fait appeler Dominick Sabre. Américain au service de l'Ordre de la Toison d'Or. Enlève Gary Malone pour faire pression sur son père et s'emparer du lien d'Alexandrie. Tueur professionnel.

- Stéphanie Nelle : fonctionnaire travaillant pour le ministère de la Justice américain. Ancienne patronne de Cotton Cotton Malone.

- Henrik Thorvaldsen : homme d'affaires danois. Très riche. Ami de Cotton Malone. Membre de l'Ordre de la Toison d'Or.

- Cassiopée Vitt : mi-marocaine. À la tête d'une multinationale. Habile tireuse. À la demande de Thorvaldsen, elle se rend aux États-Unis aider Stéphanie.

- George Haddad : surnommé le "lien d'Alexandrie". Palestinien spécialiste des questions bibliques. Prétend savoir où se trouve la Bibliothèque d'Alexandrie. Cotton Malone est le seul à savoir où il se cache.

- O. Brent Green : ministre de la Justice américain.

- Lawrence Daley : conseiller adjoint chargé de la Sécurité nationale aux États-Unis.

- Lee Durant : agent secret de Stéphanie Nelle. Assassiné au Danemark.

- Alfred Hermann : riche homme d'affaires autrichien. Préside l'Ordre de la Toison d'Or.

- Margarethe Hermann : fille d'Alfred Hermann . Elle aspire à être à la tête de l'Ordre de la Toison d'Or.

- Heather Dixon : agent du Mossad.

- Robert Edwards Daniels : président des États-Unis.

- Jonah : Israélien vivant à Rothenburg en Allemagne. Travaille pour son gouvernement mais est en même temps indicateur pour le compte de l'Ordre de la Toison d'Or. Tué par Dominick Sabre.

- Adam et Ève : Gardiens de la Bibliothèque d'Alexandrie.